# Elecciones provinciales de Azuay de 2019
Las elecciones provinciales de Azuay de 2019 hacen referencia al proceso electoral que se llevó a cabo el 24 de marzo de 2019. Las elecciones provinciales determinaron, por sufragio directo de los electores, las dignidades que encabezarían el consejo provincial por un período de cuatro años comprendidos entre el 2019 y el 2023. Se eligió a un prefecto y viceprefecto en binomio electoral para el período 2019/23.
El dirigente de Pachakutik, Yaku Pérez, resultó vencedor de los comicios, por delante del favorito Esteban Bernal y del candidato sucesor de la prefectura actual, el señor Geovanny Palacios.

## Antecedentes
En el año 2015 la Asamblea Nacional de Ecuador aprobó mediante reforma la llamada Reelección Indefinida de todas las autoridades de elección popular, sin embargo, las reformas aprobadas por la Asamblea Nacional en 2015 automáticamente fueron derogadas luego del triunfo de la opción "Sí", en el Referéndum de Ecuador de 2018.

## Desarrollo

### Etapa preelectoral
La etapa preelectoral corre desde el término de las elecciones presidenciales de Ecuador en 2017, durante la cual se perfilan una serie de precandidatos no oficiales. Los partidos designarán a sus candidatos de manera oficial en el mes de noviembre de 2018 cuando se recepten las inscripciones de candidaturas en el Consejo Nacional Electoral.

## Candidaturas
| Lista | Logo | Partido / Movimiento                                                                                           | Prefecto                       | Viceprefecto             | Cargos Previos (Prefecto)                                    |
| ----- | ---- | --- | ------------------------------ | ------------------------ | ------------------------------------------------------------ |
| 4 20  |      | Azuay el Futuro que Soñamos Conformado por: - Movimiento Ecuatoriano Unido - Democracia Sí                     | Andrés Peñafiel Bermeo         | Jasmín Vega Novillo      | Jefe Administrativo del Municipio de Cuenca                  |
| 5     |      | Fuerza Compromiso Social                                                                                       | Manuel Alvarado Iñamagua       | Sonia Rodríguez          | Presidente de la Junta Parroquial de Checa (2014 - 2018)     |
| 6     |      | Partido Social Cristiano                                                                                       | Fernando Aguirre Cordero       | Marcia Ugalde Noritz     | Gobernador del Azuay (2005)                                  |
| 7     |      | Adelante Ecuatoriano Adelante                                                                                  | Santiago Méndez Pérez          | Johanna Rojas            | Presidente de la Federación de Barrios de Cuenca (2007)      |
| 11 61 |      | Justicia con Conciencia Social Conformado por: - Movimiento Justicia Social - Conciencia Ciudadana Democrática | Sergio Méndez Vintimilla       | Vanessa Cueva Palacios   | Asesor jurídico del sindicato de choferes de Cuenca          |
| 12 2  |      | Izquierda Democrática Unidad Popular                                                                           | María Cecilia Alvarado Carrión | René Lucero Mora         | Viceprefecta del Azuay (2014 - 2018)                         |
| 18    |      | Pachakutik | Yaku Pérez Guartambel          | Cecilia Méndez Mora      | Presidente de ECUARUNARI                                     |
| 19    |      | Unión Ecuatoriana                                                                                              | Edy Pesántez Sagbay            | Cristina Vélez           | Director de Riego de la Demarcación Hidrográfica de Santiago |
| 33 62 |      | Juntos por el Futuro Conformado por: - Juntos Podemos - Participa, Democracia Radical                          | Geovanny Palacios Domínguez    | Karla Beltrán Guerrero   | Secretario General del Consejo Provincial de Azuay           |
| 82 21 |      | Movimiento Igualdad Movimiento CREO                                                                            | Esteban Bernal Bernal          | Miryam Sempertegui Arias | Asambleísta provincial (2017 - 2018)                         |

## Resultados

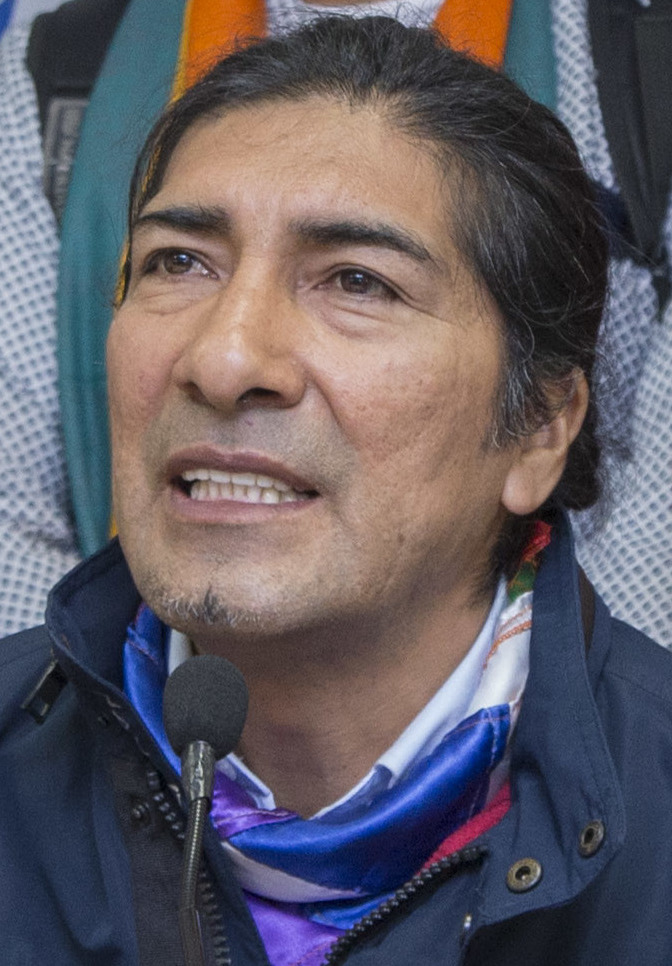
Yaku Pérez, Prefecto de Azuay electo.

| Lista | Partido / Movimiento                 | Candidato                | Votos  | %      |
| ----- | ------------------------------------ | ------------------------ | ------ | ------ |
| 4 20  | Azuay el Futuro que Soñamos          | Andrés Peñafiel          | 18188  | 4.50%  |
| 5     | Fuerza Compromiso Social             | Manuel Alvarado          | 49171  | 12.17% |
| 6     | Partido Social Cristiano             | Fernando Aguirre Cordero | 10496  | 2.60%  |
| 7     | Adelante Ecuatoriano Adelante        | Santiago Méndez          | 4241   | 1.05%  |
| 11 61 | Justicia con Conciencia Social       | Sergio Méndez            | 3601   | 0.89%  |
| 12 2  | Izquierda Democrática Unidad Popular | María Cecilia Alvarado   | 78428  | 19.41% |
| 18    | Pachakutik                           | Yaku Pérez               | 117163 | 29.00% |
| 33 62 | Juntos por el Futuro                 | Geovanny Palacios        | 46021  | 11.39% |
| 82 21 | Movimiento Igualdad Movimiento CREO  | Esteban Bernal           | 72971  | 18.06% |

Fuente: